# Marcusenius bentleyi
Marcusenius bentleyi es una especie de pez elefante eléctrico en la familia Mormyridae presente en ciertas partes del Río Congo. Es nativa de la República democrática del Congo y puede alcanzar un tamaño aproximado de 270 mm.
Respecto al estado de conservación, se puede indicar que de acuerdo a la IUCN, los datos son insuficientes para catalogar la categoría de pertenencia.